# Teuleria de Requesens
La Teuleria de Requesens és un forn per a fabricar teules situat molt a prop del veïnat de Requesens de la Jonquera (l'Alt Empordà). Tot i trobar-se en mal estat de conservació, encara en podem arecir el forat del forn i les parets interiors. L'exterior és el que està en més bon estat, ja que podem veure la façana principal del forn, amb el mur amb paredat de pedres al qual trobem la volta en arc de mig punt amb paredat de pedres irregulars, amb un pilar que el parteix, fet amb carreus ben tallats, i amb l'obertura d'accés al forn.